# Kei Inoo
Kei Inoo (伊野尾 慧?, Inoo Kei; Prefettura di Saitama, 22 giugno 1990) è un personaggio televisivo, cantante e attore giapponese.
Componente della boy band Hey! Say! JUMP, Inoo fa parte dell'agenzia di talenti Johnny & Associates.

## Filmografia

### Cinema
- Peach Girl, regia di Kōji Shintoku (2017)[1]

### Serie televisive
- Gachibaka! (ガチバカ!?) – serie TV (episodio 2) (2006)
- Dark System - Koi no ōza ketteisen (ダークシステム 恋の王座決定戦?) – serie TV (episodi 5-6) (2014)[2]
- Naruyōni Narusa (なるようになるさ。?) – serie TV (2014)[3]
- Tatakau! Shōten girl (戦う!書店ガール?) – serie TV (2015)[4]

### Teatro
- Dream Boy (2004)
- Karafuto oji-san (カラフト伯父さん?) (2015)[5]

### Televisione
- Ya-Ya-yah – serie TV (2003-2007)
- You-tachi! (YOUたち!?) – serie TV (2006-2007)
- Hyakushikiō (百識王?) – serie TV (2007-2008)
- 100byō hakase academy (100秒博士アカデミー?) – serie TV (2013-2014)
- Bakugai Japan (爆買いJAPAN?) (2015, conduttore[6])